# Institut historiographique de l'université de Tokyo
L'Institut historiographique de l'université de Tokyo (東京大学史料編纂所, Tōkyō daigaku shiryō hensanjo) est un centre de recherche spécialisé dans l'histoire.
Il est créé sous la forme d'une structure indépendante en 1869 par le gouvernement de Meiji dans le but d'écrire une histoire du Japon permettant de légitimer le nouveau pouvoir impérial. Il prend modèle sur des structures similaires crée lors des périodes impériale précédentes, sous l'époque de Nara et l'époque de Heian.
Sa structure évolue plusieurs fois jusqu'en 1888, date à laquelle il devient une des composantes de l'université de Tokyo. Le travail sur sa première histoire du japon, le Dai Nihon shiryō commence en 1882, et la première version est publiée en 1901.